# C'è Sartana... vendi la pistola e comprati la bara!
C'è Sartana... vendi la pistola e comprati la bara! è un film del 1970 di genere western all'italiana e diretto da Giuliano Carnimeo (accreditato come Antony Ascott). In questo film il personaggio di Sartana è interpretato da George Hilton.

## Trama
Un assalto a un carico d'oro frutta ai rapinatori, al posto del prezioso metallo, un enorme quantitativo di sabbia. Sartana, decide di scoprire cosa c'è sotto scoprendo che c'è lo zampino di un funzionario disonesto del generale Mines. Ad un certo punto Sartana dovrà affrontare anche un pistolero avversario: Sabata.